# 12 Heures de Sebring 1966
Navigation
Édition précédente Édition suivante
Les 12 Heures de Sebring 1966 sont la 16e édition de l'épreuve et la 2e manche du championnat du monde des voitures de sport 1966. Elles ont été remportées le 26 mars 1966 par la Ford no 1 de Ken Miles et Lloyd Ruby. Les Ford GT40 ont accaparé les trois premières places de l'épreuve, impliquant un podium composé d'un seul constructeur.

## Circuit

Le Sebring International Raceway, cadre des 12 Heures de Sebring 1966.

Les 12 Heures de Sebring 1966 se déroulent sur le Sebring International Raceway situé en Floride. Il est composé de deux longues lignes droites, séparées par des courbes rapides ainsi que quelques chicanes. Ce tracé a un grand passé historique car il est utilisé pour des courses automobiles depuis 1950. Ce circuit est célèbre car il a accueilli la Formule 1.

## Résultats
Voici le classement au terme de la course.
- Les vainqueurs de chaque catégorie sont signalés par un fond jauni.
- Pour la colonne Pneus, il faut passer le curseur au-dessus du modèle pour connaître le manufacturier de pneumatiques.

| Pos | Cat     | n° | Équipe                            | Pilotes                                   | Châssis                       | Moteur                | Tours |
| --- | ------- | -- | --------------------------------- | ----------------------------------------- | ----------------------------- | --------------------- | ----- |
| 1   | P +5.0  | 1  | Shelby-American Inc.              | Ken Miles Lloyd Ruby                      | Ford GT40 X-1 Roadster        | Ford 7.0L V8          | 228   |
| 2   | P +5.0  | 3  | Holman & Moody                    | Mark Donohue Walt Hansgen                 | Ford GT40 Mk II               | Ford 7.0L V8          | 216   |
| 3   | S 5.0   | 19 | Essex Wire Corporation            | Skip Scott Peter Revson                   | Ford GT40 Mk I                | Ford 4.7L V8          | 213   |
| 4   | P 2.0   | 52 | Porsche System Engineering        | Hans Herrmann Joe Buzzetta Gerhard Mitter | Porsche 906                   | Porsche 2.0L Flat-6   | 209   |
| 5   | P 2.0   | 46 | SpA Ferrari SEFAC                 | Ludovico Scarfiotti Lorenzo Bandini       | Ferrari 206 S                 | Ferrari 2.0L V6       | 206   |
| 6   | P 2.0   | 49 | Charles Vögele                    | Jo Siffert Charles Vögele                 | Porsche 906                   | Porsche 2.0L Flat-6   | 206   |
| 7   | S 2.0   | 46 | Porsche Germany                   | George Follmer Peter Gregg                | Porsche 904 GTS               | Porsche 2.0L Flat-6   | 205   |
| 8   | P 2.0   | 50 | Ed Hugus                          | Lake Underwood Ed Hugus                   | Porsche 906                   | Porsche 2.0L Flat-6   | 204   |
| 9   | GT +5.0 | 9  | Roger Penske                      | George Wintersteen Ben Moore              | Chevrolet Corvette StingRay   | Chevrolet 7.0L V8     | 201   |
| 10  | S +5.0  | 6  | Scuderia Bear                     | Bob Grossman Ed Lowther                   | Shelby Cobra                  | Ford 7.0L V8          | 197   |
| 11  | GT +5.0 | 8  | Harold C. Whims                   | Don Yenko Dave Morgan Harold Whims        | Chevrolet Corvette StingRay   | Chevrolet 7.0L V8     | 197   |
| 12  | P +5.0  | 4  | Holman & Moody                    | A.J. Foyt Ronnie Bucknum                  | Ford GT40 Mk II               | Ford 7.0L V8          | 192   |
| 13  | S 5.0   | 23 | Scuderia Bear                     | Bruce Jennings Richard Holquist           | Ford GT40 Mk I                | Ford 4.7L V8          | 189   |
| 14  | S 1.6   | 63 | Autodelta SpA                     | Giacomo Russo Gaston Andrey               | Alfa Romeo Giulia TZ2         | Alfa Romeo 1.6L I4    | 189   |
| 15  | S 5.0   | 80 | Tom Payne                         | Bob Said Ray Cuomo John Addison           | Shelby Cobra                  | Ford 5.0L V8          | 191   |
| 16  | S 2.0   | 56 | Jacques Duval                     | Jacques Duval Horst Kroll                 | Porsche 904 GTS               | Porsche 2.0L Flat-6   | 188   |
| 17  | GT 2.0  | 59 | British Motor Co.                 | Roger Mac Peter Manton                    | MG B                          | BMC 1.8L I4           | 178   |
| 18  | P 2.0   | 67 | Donald Healey Motor Co.           | Paul Hawkins Timo Mäkinen                 | Austin-Healey Sprite          | BMC 1.3L I4           | 175   |
| 19  | GT 2.5  | 41 | Standard Triumph Motor Co.        | Steve Froines Bill Pendleton              | Triumph TR4A                  | Triumph 2.2L I4       | 172   |
| 20  | GT 2.5  | 51 | RBM Motors                        | Jack Ryan E. Linley Coleman               | Porsche 911                   | Porsche 2.2L Flat-6   | 168   |
| 21  | S 1.3   | 65 | Fred J. Baker                     | Fred Baker Bill Kurtley                   | Alpine M65                    | Renault 1.3L I4       | 168   |
| 22  | S +5.0  | 7  | Space Science Service             | John Bentley Arthur M. Latta Herb Byrne   | Shelby Cobra                  | Ford 7.0L V8          | 166   |
| 23  | GT 2.5  | 40 | Standard Triumph Motor Co.        | Dick Gilmartin Mike Rothschild            | Triumph TR4A                  | Triumph 2.2L I4       | 162   |
| 24  | S 1.3   | 69 | Capt. Kenneth Sellers             | Kenneth Sellers Robert Shaw               | Alpine M65                    | Renault 1.1L I4       | 162   |
| NC  | S 2.0   | 58 | Carl Haas Automobiles             | William McKemie Fred Opert                | Elva Courier Mk IV            | Ford 1.8L I4          | 153   |
| NC  | GT 2.5  | 42 | Standard Triumph Motor Co.        | Ludwig Heimrath R. Craig Hill             | Triumph TR4A                  | Triumph 2.2L I4       | 151   |
| NC  | GT 2.5  | 92 | John Kingham                      | Milo Vega Bob Kingham Herb Byrne          | Triumph TR4A                  | Triumph 2.2L I4       | 131   |
| NC  | P 2.0   | 66 | Donald Healey Motor Co.           | Rauno Aaltonen Clive Baker                | Austin-Healey Sprite          | BMC 1.3L I4           | 121   |
| NC  | GT 5.0  | 32 | Richard B. Robson                 | Rajah Rodgers Bill Buchman Richard Robson | Jaguar XK-E                   | Jaguar 3.8L I6        | 82    |
| DSQ | P +5.0  | 2  | Shelby-American Inc.              | Dan Gurney Jerry Grant                    | Ford GT40 Mk II               | Ford 7.0L V8          | 227   |
| Abd | P 5.0   | 26 | North American Racing Team (NART) | Pedro Rodriguez Mario Andretti            | Ferrari 365P2                 | Ferrari 4.4L V12      | 188   |
| Abd | P 2.0   | 48 | Otto Zipper                       | Don Wester Scooter Patrick                | Porsche 906                   | Porsche 2.0L Flat-6   | 182   |
| Abd | P 5.0   | 84 | SpA Ferrari SEFAC                 | Mike Parkes Bob Bondurant                 | Ferrari 330P3                 | Ferrari 4.0L V12      | 172   |
| Abd | GT 2.0  | 44 | British Motor Co.                 | Paddy Hopkirk Andrew Hedges               | MG B                          | BMC 1.8L I4           | 178   |
| Abd | S 2.0   | 47 | Briggs Cunningham                 | Briggs Cunningham Dave Jordan John Fitch  | Porsche 904 GTS               | Porsche 2.0L Flat-6   | 148   |
| Abd | S 1.3   | 68 | Howard Hanna                      | Howard Hanna Morrow Decker                | Matra Djet MB8S               | Renault 1.1L I4       | 148   |
| Abd | S 5.0   | 25 | Alan Mann Racing                  | John Whitmore Frank Gardner               | Ford GT40 Mk I                | Ford 4.7L V8          | 142   |
| Abd | S 5.0   | 24 | Alan Mann Racing                  | Graham Hill Jackie Stewart                | Ford GT40 Mk I                | Ford 4.7L V8          | 142   |
| Abd | GT 2.0  | 85 | Continental Cars, Ltd.            | Albert Ackerly Arch McNeill               | MG B                          | BMC 1.8L I4           | 137   |
| Abd | P 2.0   | 53 | Porsche System Engineering        | Gerhard Mitter Günter Klass               | Porsche 906                   | Porsche 1.9L Flat-6   | 120   |
| Abd | S 2.0   | 55 | Porsche System Engineering        | Gerhard Mitter Günter Klass               | Porsche 904 GTS               | Porsche 2.0L Flat-4   | 114   |
| DSQ | S 5.0   | 22 | Bill Wonder                       | William Wonder Bobby Brown                | Ford GT40 Mk I                | Ford 4.7L V8          | 100   |
| Abd | S 5.0   | 17 | Comstock Racing Team              | Eppie Wietzes Craig Fisher                | Ford GT40 Mk I                | Ford 4.7L V8          | 96    |
| Abd | S 2.0   | 57 | Wetanson & Ripley                 | Millard Ripley Herb Wetanson              | Porsche 904 GTS               | Porsche 2.0L Flat-4   | 94    |
| Abd | P 2.0   | 87 | Keymo Motors Corporation          | Charlie Kolb John Fulp                    | Porsche 904/8 Bergspyder      | Porsche 1.9L Flat-8   | 87    |
| Abd | S 5.0   | 18 | Comstock Racing Team              | Bob McLean Jean Ouellet                   | Ford GT40 Mk I                | Ford 4.7L V8          | 83    |
| Abd | GT 5.0  | 82 | Jerry Kohler                      | Jerry Kohler Michael Reina Walt Biddle    | Shelby GT350                  | Ford 4.7L V8          | 71    |
| Abd | S 5.0   | 33 | Arthur Swanson                    | Arthur W. Swanson /Robert Ennis           | Ferrari 250LM                 | Ferrari 3.3L V12      | 70    |
| Abd | P +5.0  | 10 | Roger Penske                      | Dick Thompson Dick Guldstrand             | Chevrolet Corvette GrandSport | Chevrolet 7.0L V8     | 65    |
| Abd | S 1.6   | 62 | Autodelta SpA                     | Lucien Bianchi Bernard Consten            | Alfa Romeo Giulia TZ2         | Alfa Romeo 1.6L I4    | 61    |
| Abd | P 2.0   | 67 | Jack Slottag                      | Jack Slottag Larry B. Perkins             | Ferrari 250 GTO               | Ferrari 3.0L V12      | 61    |
| Abd | P 3.0   | 39 | Standard Triumph Motor Co.        | Bob Tullius Charles Gates                 | Triumph TR4A                  | Triumph 2.2L I4       | 47    |
| Abd | S 5.0   | 21 | Peter Sutcliffe                   | Innes Ireland Peter Sutcliffe             | Ford GT40 Mk I                | Ford 4.7L V8          | 47    |
| Abd | P +5.0  | 11 | Chaparral Cars Inc.               | Hap Sharp Jim Hall                        | Chaparral 2D                  | Chevrolet 7.0L V8     | 35    |
| DSQ | P 3.0   | 43 | Fergus Import Motors              | Ben Hall Al Costner                       | Morgan Plus 4 SS              | Triumph 2.1L I4       | 35    |
| Abd | S 5.0   | 20 | Essex Wire Corporation            | Masten Gregory Augie Pabst                | Ford GT40 Mk I                | Ford 4.7L V8          | 30    |
| Abd | P +5.0  | 12 | Chaparral Cars Inc.               | Jo Bonnier Phil Hill                      | Chaparral 2D                  | Chevrolet 7.0L V8     | 27    |
| Abd | GT 1.6  | 60 | Autolab Imports                   | Robert Colombosian John Todd              | Lotus Elan                    | Ford 1.6L I4          | 25    |
| Abd | S 5.0   | 36 | Ross MacGrotty Chevrolet          | Ross MacGrotty Ed Myers Art Riley         | Yenko Stinger                 | Chevrolet 2.7L Flat-6 | 25    |
| Abd | S 1.6   | 61 | Autodelta SpA                     | Teodoro Zeccoli Giacomo Russo             | Alfa Romeo Giulia TZ2         | Alfa Romeo 1.6L I4    | 22    |
| Abd | S 1.6   | 64 | Filippo Theodoli                  | Sam Posey Harry Theodoracopulos           | Alfa Romeo Giulia TZ2         | Alfa Romeo 1.6L I4    | 16    |
| Abd | S 1.3   | 89 | Sherman S. Smith                  | Edgar H. Schwantz Sherman S. Smith        | Abarth-Simca 1300 Balbero     | Abarth 1.3L I4        | 13    |
| Abd | GT 2.0  | 84 | Roger West                        | Roger West Tommy Charles                  | MG B                          | BMC 1.8L I4           | 7     |
| Abd | GT 2.0  | 60 | McMillan Ring Free Oil Co.        | Donna Mae Mims John Luke                  | Yenko Stinger                 | Chevrolet 2.7L Flat-6 | 1     |

- Meilleur tour en course: Dan Gurney, 2 min 54 s 6